# Heruli
Les Heruli (ou Hérules) sont une unité d'auxilia palatina de l'armée romaine tardive, active entre le IVe et le Ve siècle. Elle était composée de 500 soldats et était l'héritière d'unités auxiliaires d'élite recrutés parmi le peuple germanique des Hérules.
Principalement actifs en Gaule, les Heruli participent aux campagnes du César Julien et aux opérations militaires de l'empereur Valentinien Ier contre les Alamans autour de la frontière du Rhin dans les années 350 et 360. En 368, ils sont déployés en Bretagne face à la coalition barbare de 368 sous les ordres de Théodose l'Ancien.
Au début du Ve siècle, l'existence des Heruli est toujours attestée par la Notitia Dignitatum qui mentionne une unité de Heruli seniores.

## Origines
Les Hérules, dont les Heruli tirent leur nom, sont un peuple germanique appartenant au groupe ostique, également appelé groupe des Germains orientaux issus de Scandinavie, qui comprend aussi les Goths et les Gépides.
Selon certaines hypothèses, l'unité des Heruli aurait été créée après la conclusion d'un fœdus en 267 ou en 268 avec le roi hérule Naulobatos. Après la conclusion de ce traité, certains de ses combattants auraient peut-être été engagés dans l'armée impériale selon des modalités incertaines. Ces soldats seraient à l'origine de l'auxilium palatinum des Heruli.
Theodor Mommsen envisage quant à lui une création plus tardive, après la victoire remportée par Maximien sur les Hérules et les Chaibones en 286. Toutefois, le grand nombre de victimes du côté des Hérules au cours de la bataille rapporté dans les sources de l'époque rend difficile selon certains historiens d'envisager la constitution d'une unité avec les rescapés de l'affrontement.

## Histoire

### Création de l'unité d'auxilia palatinadesHeruli
La date de la création de l'unité des Heruli est incertaine, mais probablement antérieure à la Tétrarchie. En se basant sur leur ordre d'apparition dans la Notitia Dignitatum, les historiens estiment que les Heruli ont probablement été l'une des premières unités d'auxilia palatina. Elle est l'une des quelques unités d'auxilia palatina à porter un nom ethnique.
Les Heruli sont considérés comme une unité d'élite. Leurs officiers se voient ouverts des carrières prestigieuses dans les rangs de l'armée romaine.

### Campagnes de Julien en Gaule (360)
Les Heruli sont mentionnés par l'historien Ammien Marcellin parmi les unités placées sous le commandement du César Julien lors de ses campagnes en Gaule à la fin des années 350.
Les Heruli ne sont pas évoqués parmi les troupes ayant combattu à la bataille d'Argentoratum à la différence de deux autres unités d'auxilia palatina, les Regii et les Batavi. Ammien Marcellin précise cependant que les Heruli font partie du détachement de troupes placés en 360 sous le commandement du magister equitum Lupicinus pour repousser les incursions des Scots et des Pictes dans la région du mur d'Hadrien.
Les Heruli apparaissent alors liés à une autre unité d'auxilia palatina, les Batavi. Ce « jumelage » correspond à une pratique habituelle dans l'armée romaine tardive consistant à associer deux unités sœurs sur le champ de bataille pour renforcer le moral des troupes en jouant sur la rivalité entre soldats,.
Les Heruli se trouvent en Bretagne quand l'empereur Constance II les réquisitionne parmi d'autres unités de Julien pour les faire combattre sous ses ordres en Orient contre les Perses,. Cet ordre provoque une mutinerie parmi les soldats stationnés à Lutèce qui proclament Julien empereur. Les Heruli, qui se trouvent toujours du côté de la Manche à ce moment-là, ne participent à ces événements.
Ils sont de retour à une date et dans des circonstances inconnues sur le continent.

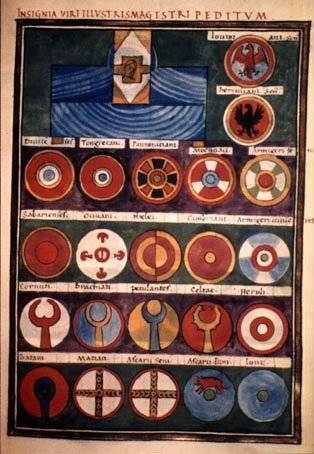
Planche extraite de la Notitia Dignitatum montrant l'emblème arboré par les soldats des Heruli seniores sur leurs boucliers (avant-dernière ligne à droite).

### Sous le règne de ValentinienIer(après 364)
À la fin des années 360, les Heruli se battent aux côtés des Batavi en Gaule pour repousser les incursions des Alamans au-delà de la frontière du Rhin. Ammien Marcellin rapporte la prise de leur étendard et de celui des Batavi par l'ennemi, qui les aurait par la suite tourné en dérision.
En 368, les Heruli sont envoyés avec les Batavi ,des « troupes sûres de leurs forces », se battre en Bretagne sous les ordres du comte Théodose l'Ancien contre la coalition barbare qui s'est soulevée dans le province. Ayant basé sur son quartier général à Londinium, Théodose divise ses troupes en petits groupes d'hommes mobiles pour mener des attaques surprises contre les barbares.

### LesHerulidans laNotitia Dignitatum(v. 400)
La Notitia Dignitatum, un document préparé dans les années 400-420, mentionne une unité sous le nom d'Heruli seniores placés sous le commandement du magister peditum praesantales et stationnée en Italie. Le décor qui orne le bouclier de l'unité présente des motifs assez simples, comportant seulement deux cercles rouges concentriques sur un fond blanc.
Le qualificatif de seniores pourrait indiquer, comme pour d'autres unités, une scission antérieure des Heruli en deux unités distinctes et l'existence à un certain moment d'une unité d'Heruli iuniores. Cette dernière aurait déjà disparu à l'époque de la rédaction de la Notitia, peut-être dans les années suivant la défaite d'Andrinople en 378, qui virent une grande réorganisation de l'armée romaine.